# Сражение при Андернахе (876)
Сраже́ние при Андерна́хе — состоявшееся 8 октября 876 года около города Андернах сражение, в котором войско короля Восточно-Франкского государства Людовика III Младшего разгромило войско короля Западно-Франкского государства Карла II Лысого. Историки называют это сражение первой битвой между национальными армиями немцев и французов.

## Первичные источники
Основными историческими источниками, описывающими вооружённый конфликт, исходом которого стало сражение при Андернахе, являются Бертинские и Фульдские анналы и хроника Регино Прюмского. Эти анналы, отражавшие точки зрения всех участников конфликта, взаимно дополняют и уточняют друг друга. Также более краткие сведения о битве содержатся и в других средневековых первоисточниках (например, в Ведастинских анналах и хронике Саксонского анналиста).

## Предыстория конфликта
В первой половине 870-х годов королю Карлу II Лысому удалось значительно расширить своё королевство: в 870 году по Мерсенскому договору он присоединил к своим владениям часть Лотарингского королевства, а в 875 году овладел Итальянским королевством и был коронован как император. Однако, он намеревался получить и ту часть Лотарингии, которая отошла к королю Восточно-Франкского государства Людовику II Немецкому, с которым у него уже было несколько военных столкновений.

## Битва при Андернахе

### Вторжение Карла II Лысого в Лотарингию

Франкские королевства после смерти Людовика II Немецкого

Летом 876 года Карл II Лысый начал собирать войска, готовясь захватить часть Лотарингии, принадлежавшую Восточно-Франкскому королевству, и 27 августа направил к Людовику II Немецкому посольство с требованием отдать лотарингские земли в обмен на сохранение мира. Однако, когда Карл II находился в Кьерси, ему стало известно о смерти 28 августа короля Людовика. Император Карл, по сообщению «Саксонского анналиста» «безмерно обрадовавшийся» смерти брата, незамедлительно отправил послание наиболее знатным феодалам и иерархам Восточно-Франкского королевства, предлагая им, в обмен на новые земли и привилегии, признать его своим монархом в обход прав сыновей Людовика Немецкого, Карломана, Людовика III Младшего и Карла III Толстого. Намереваясь ожидать ответа на своё послание в Меце, Карл II прибыл в этот город, но здесь по неизвестным причинам переменил своё решение и вскоре выступил с войском в Лотарингию. Проведя несколько дней в Ахене, он затем прибыл в Кёльн и в начале октября разбил лагерь на левом берегу Рейна.

### Переговоры о мире
После смерти Людовика Немецкого только один из его сыновей, Людовик III Младший, находился в западных областях Восточно-Франкского государства и смог начать подготовку к отражению вторжения Карла II. Повелев собрать войско в подчинённых ему Саксонии, Франконии и Тюрингии, он ещё до полного сбора воинов выступил к Рейну с немногочисленным конным войском и разбил свой лагерь на правом берегу реки, напротив лагеря западных франков. Здесь Людовик III, дожидаясь подхода основных сил, вступил в переговоры с императором Карлом II, направив к нему архиепископа Кёльна Виллиберта. Тот от имени своего государя обвинил Карла Лысого в клятвопреступлении и нарушении условий Мерсенского договора 870 года, на что король Западно-Франкского государства заявил, что он заключал этот договор с Людовиком Немецким, а не с его сыновьями. В ответ Людовик Младший по обычаям того времени провёл публичную церемонию «Божьего суда» и, так как все её участники остались невредимы, объявил о своей правоте перед Богом в споре с королём Карлом.
Тем временем к Людовику III Младшему подошли основные силы и он, ночью тайно покинув лагерь, в районе Кобленца переправился с войском через Рейн, разбив новый лагерь у селения Андернах. Узнав об этом, Карл II Лысый отослал свою беременную супругу Ришильду в сопровождении епископа Льежа Франкона и аббата Хильдуина на виллу Геристаль, а сам направил послов к королю Людовику, предложив тому заключить перемирие. Людовик Младший дал согласие на начало переговоров о мире и в подтверждение этого распустил часть своего войска для поиска фуража.

### Битва
Между тем, слова о мирных намерениях со стороны Карла II Лысого были только обманом: намереваясь неожиданно напасть на войско восточных франков, он вечером 7 октября тайно выступил в направлении лагеря Людовика III Младшего. Но ещё ранее послу Людовика, архиепископу Виллиберту, удалось узнать о планах императора и предупредить о них своего короля. Разбуженный посреди ночи, Людовик Младший не стал ждать возвращения тех, кто ушёл по его разрешению из лагеря, построил воинов и приготовился к отражению ночного нападения войска Карла. Однако войско западных франков подошло к полю боя только утром 8 октября: в пути их застал ливень, сделавший дорогу, по которой они шли, почти непроходимой. Император Карл, надеясь на успех своей хитрости, не ожидал увидеть войско Людовика готовым к битве, но выстроил своих изнурённых тяжёлым ночным переходом воинов в боевой порядок и первым атаковал противника. Его главный удар был направлен в центр строя войска Людовика, где стояли отряды из Саксонии. Воинам Карла II удалось пробить строй саксов и те начали отступать, однако стоявшим на фланге франконцам не только удалось выстоять, но и потеснить императорские отряды. В это время Людовик Младший нанёс удар своей тяжёлой конницей во фланг наступавшим западным франкам. Во время этой атаки погиб граф Регинар, знаменосец Карла II. Императорский штандарт упал на землю, это внесло смятение в ряды западных франков и вскоре войско Карла обратилось в бегство.
Воины Людовика III долго преследовали отступавших, убив множество из них. В плен брали только наиболее знатных. «Бертинские анналы» сообщают, что группа из нескольких знатных франков, в которой были епископ Труа Оттульф, королевский канцлер и аббат Гозлен, а также графы Аледрам, Адалард, Бернар и Эвертайд, попыталась скрыться в близлежащем лесу, но была схвачена местными сервами, которые не только расхитили оружие и ценности пленных, но и отобрали у них всю одежду, так что те должны были прикрывать свою наготу травой и сеном. В руки воинов Людовика Младшего попал весь императорский обоз, огромное число золота, серебра и оружия.
Самому императору Карлу II удалось бежать с поля боя и только вечером 9 октября он нашёл приют в монастыре Святого Ламберта в Льеже. Императрица Ришильда, которой сообщили о поражении войска мужа, в ужасе бежала из Геристаля и из-за чрезмерных волнений по дороге в Аттиньи 10 октября родила сына, названного позднее Карлом.
Людовик III Младший преследовал императора Карла до Ахена, столицы империи Карла Великого. Проведя здесь 3 дня, он возвратился во Франкфурт. Тут он встретился со своим братом Карлом III Толстым, а затем в Меце с другим братом, Карломаном, и заключил с ними соглашение о подтверждении раздела Восточно-Франкского государства, произведённого ещё их отцом, королём Людовиком II Немецким.

## Последствия битвы
В результате поражения при Андернахе императору Карлу II Лысому так и не удалось овладеть не только Восточно-Франкским королевством, но даже и Лотарингией. В следующем году он скончался во время поездки в Италию, а в 880 году по договору в Рибмоне Людовик III присоединил к своим владениям ту часть Лотарингии, которая по Мерсенскому договору отошла к Западно-Франкскому королевству.